# Ctenitis biformis
Ctenitis biformis là một loài thực vật có mạch trong họ Dryopteridaceae. Loài này được (Mett.) Tardieu miêu tả khoa học đầu tiên năm 1958.